# Ach! (album)
Ach! – album studyjny polskiej piosenkarki Katarzyny Groniec. Wydawnictwo ukazało się 16 marca 2018 nakładem wytwórni muzycznej Warner Music Poland.
Pod względem muzycznym płyta łączy w sobie przede wszystkim pop.
Album znalazł się na 32. miejscu polskiej listy sprzedaży – OLiS.
Album otrzymał nominację do Fryderyka w kategorii Album roku – muzyka poetycka.

## Lista utworów
Opracowano na podstawie materiału źródłowego.
1. „Na pół” – 5:37
2. „Rescue” – 4:41
3. „Koko” – 3:46
4. „Kanaan” – 4:10
5. „Nie kocham” – 3:35
6. „Koniec” – 5:21
7. „Deszcz” – 3:07
8. „Się rozpłacz” – 4:23
9. „Ach!” – 4:49
10. „Cud” – 4:43
11. „Goodbye” – 3:20

## Pozycja na liście sprzedaży
| Kraj   | Lista         | Najwyższa pozycja |
| ------ | ------------- | ----------------- |
| Polska | OLiS – albumy | 32                |